# José Humberto Martiarena
José Humberto Martiarena (San Salvador de Jujuy, 20 de septiembre de 1914 - ibíd., 15 de agosto de 1988) fue un abogado y político argentino que dirigió el Partido Justicialista de la Provincia de Jujuy durante muchos años y fue brevemente Gobernador de la Provincia de Jujuy en el año 1966.

## Biografía
Se recibió de abogado en la Universidad Nacional del Litoral, especializándose en Derecho Penal. Durante su período estudiantil participó en el Partido Socialista, como seguidor del dirigente Enrique Dickmann. En 1946 se afilió a la Unión Cívica Radical Junta Renovadora, uno de los partidos que apoyaron la candidatura presidencial de Juan Domingo Perón, y que se uniría con otros para formar posteriormente el Partido Justicialista.
Durante su breve intervención impulsa proyectos para el desarrollo de la industria azucarera tucumana, y la vinculación con el litoral pampeano a través del ferrocarril y la construcción de nuevas carreteras. Dicta la ley 2321/2 para proteger los derechos de  pequeños y medianos productores de caña, cañeros independientes, principalmente campesinos minifundistas. También llevará  a cabo la construcción de más de 12 hospitales en el interior provincial y la construcción de viviendas populares en San Miguel, Bella Vista, y Yerba Buena.
Al producirse la victoria peronista fue nombrado Ministro de Gobierno e Instrucción Pública de la Provincia de Jujuy por el gobernador Alberto Iturbe. Durante su mandato gestionó leyes de protección de los trabajadores. Dos años más tarde fue miembro de la Convención que modificó la Constitución provincial. En 1954 fue nombrado Senador Nacional y poco después Interventor Federal en la Provincia de Tucumán.
Tras el derrocamiento de Perón en 1955 fue encarcelado repetidamente por la dictadura autotitulada Revolución Libertadora. Tras recuperar la libertad, organizó el Partido Justicialista en su provincia. En el año 1962 fue candidato a gobernador por el Partido Laborista, ya que el Justicialismo estaba prohibido por el régimen militar de presentare con ese nombre; ganó las elecciones, pero las mismas fueron anuladas por el gobierno de facto José María Guido. Fue nuevamente precandidato al año siguiente, pero todos los candidatos ligados al peronismo fueron proscriptos.
En 1966, tras la Intervención Federal de su provincia, fue candidato por el Partido Blanco de los Trabajadores, ya que el nombre del justicialismo estaba prohibido, en las elecciones provinciales. Triunfó con más del 52% de los votos, y asumió el mando el 14 de febrero, acompañado por Guillermo Snopek (padre), como vicegobernador.
Su mandato fue breve, ya que fue desplazado por el Golpe de Estado del 28 de junio del mismo año encabezado por Juan Carlos Onganía.
En las elecciones de 1973 fue elegido senador nacional y fue presidente del bloque justicialista del Senado. Fue
designado secretario general del Consejo Superior del Movimiento Peronista por el presidente Perón. Al año siguiente fue elegido vicepresidente del congreso nacional del Partido Justicialista.
En 1983 fue elegido por tercera vez senador nacional por Jujuy, volviendo a presidir el bloque justicialista a partir de 1985.